# Pompeo D'Ambrosio
Pompeo D'Ambrosio (San Marco Evangelista (Salerno, Itália, 1 de janeiro de 1917 - Caracas, Venezuela,  15 de abril de 1998) foi um financeiro italiano.

## Vida
Ele era muito conhecido na comunidade italiana em Caracas e foi muito ativo - com a sua actividade financeira, em um dos principais bancos da Venezuela ("Banco Latino") - para a promoção dos muitos sucessos de empresários italianos na Venezuela.
Ele era mesmo um gerente financeiro para o Deportivo Italia, o clube de futebol da comunidade italiana na Venezuela, durante o "ouro" anos (nos anos sessenta e setenta). Aqueles anos, quando ele governou a equipe com seu irmão de Mino, é lembrado como o D'Ambrosio Era.

## Influência na comunidade italiana da Venezuela
Em 1951 Pompeo D'Ambrosio se mudou para a Venezuela, onde começou a trabalhar como director do "Banco Francês e Italiano" (mais tarde denominada "Banco Latino") , o financiamento da comunidade italiana de Caracas, Maracaibo e Puerto La Cruz.
Muitas empresas de ítalo-venezuelanos, como "Vinccler" e "Constructora Delpre" (que fez os arranha-céus do "Complexo Parque Central", na verdade, o mais alto da América do Sul), recebeu o conselho experiente e ajuda financeira para crescer a níveis antes de a economia venezuelana.
Ele foi ainda co-fundador da "Casa de Italia" e do "Centro Ítalo-Venezuelano" de Caracas, e participou de muitas outras associações de assistência à saúde e social dos italianos com renda baixa. Ele ainda promoveu a difusão da língua italiana, na Venezuela.
Santander Laya-Garrido cita ele, em seu livro "Los Italianos Forjadores de y la nacionalidad del Desarrollo Económico en Venezuela" (Os criadores italianos da nacionalidade e do desenvolvimento económico da Venezuela), como um exemplo de honestidade e dedicação à comunidade .
Sua honestidade fez para combater o crescente poder corrompido, mas de Pedro Tinoco (e seu grupo chamado "Doze Apóstolos"), quando se tornou presidente do "Banco Central da Venezuela". Mas na década de oitenta D'Ambrosio foi forçado a renunciar por Tinoco do Banco Latino, um banco que foi - logo após sua demissão - envolvidos na maior crise financeira da Venezuela (Rafael Caldera # A crise económica).
Quando o Banco Latino faliu em 1994, D'Ambrosio Pompeo recebeu um aplauso pendentes (apareceu em todos os meios de comunicação venezuelanos) a partir da "Associação dos Funcionários do Banco", durante uma conferência de denunciar a corrupção de Tinoco e seu grupo (Siro Febres Cordero, etc.).
Além disso, Pompeo D'Ambrosio é lembrado principalmente pela comunidade italiana da Venezuela por causa da sua Era D'Ambrosio, quando decidiu com o irmão do Mino Deportivo Italia (a partir de 1958-1978, quando o futebol passou a ser importante na Venezuela).